# Comuna Iunakivka
Iunakivka (în ucraineană Юнаківка) este o comună în raionul Sumî, regiunea Sumî, Ucraina, formată din satele Iunakivka (reședința) și Sadkî.

## Demografie
Componența lingvistică a comunei Iunakivka
     Ucraineană (93,08%)
     Rusă (6,69%)
     Alte limbi (0,17%)
Conform recensământului din 2001, majoritatea populației comunei Iunakivka era vorbitoare de ucraineană (93,08%), existând în minoritate și vorbitori de rusă (6,69%).